# Bob Dylan
 Ovo je glavno značenje pojma Bob Dylan. Za druga značenja pogledajte Bob Dylan: Potpuni neznanac.
Bob Dylan (pravim imenom Robert Allen Zimmerman) (Duluth, Minnesota, 24. svibnja 1941.) američki pjevač, skladatelj i pjesnik. Jedan od najvećih kantautora 20. stoljeća i kultna ličnost generacije 1960-ih godina. Prvi glazbenik koji je dobio Nobelovu nagradu za književnost.

## Stvaralaštvo
Često je kroz pjesmu izražavao bunt protiv politike i društvenih dogmi njegova vremena, govorio o problemima religije i vjere općenito, te pjevao o ljubavi. Najpoznatije su njegove pjesme Blowin' in The Wind, The Times They Are a-Changin', Like a Rolling Stone, Just Like a Woman, All Along the Watchtower, Lay Lady Lay i druge.
Utjecaj Boba Dylana na rock glazbu je ogroman. Prvi je inzistirao na kvaliteti tekstova pjesama, a njegovo je pjevanje odškrinulo vrata drugim pjevačima s manje atraktivnim glasom (na primjer Lou Reed iz The Velvet Underground). Jedan je od prvih koji je svirao folk rock (na što ga je potakla obrada njegove pjesme Mr Tambourine Man grupe The Byrds) te country rock i americanu (na albumima The Basement Tapes iz 1967./1975. godine, John Wesley Harding iz 1968. godine i Nashville Skyline iz 1969. godine). Vlasnik je prvog dvostrukog albuma u povijesti (Blonde on Blonde iz 1966. godine) a njegove su tada još neobjavljene snimke s grupom The Band razlog nastanka bootleg albuma The Great White Wonder (1969.), prvog bootlega u povijesti rock glazbe.
Svira gitaru, usnu harmoniku i glasovir. U četrdeset i pet godina umjetničkog rada objavio je 44 albuma među kojima su najzapaženiji The Freewheelin' Bob Dylan, Blonde on Blonde, Blood on the Tracks, Desire te noviji Love and Theft i Modern Times.
Koncerte u Hrvatskoj održao je 13. lipnja 2008. godine na Radar festu u Varaždinu i 7. lipnja 2010. godine u Zagrebu.
Osvojio je Nobelovu nagradu za književnost 2016. godine "za stvaranje novih poetskih izražaja unutar velike američke tradicije pjesama", te tako postao jedini glazbenik kojemu je to uspjelo.

## Vanjske poveznice
- (engl.) Službena stranica Boba Dylana

### Ostali projekti
|  | Zajednički poslužitelj ima stranicu o temi Bob Dylan |